# Austrochilus forsteri
Espèce
Austrochilus forsteri est une espèce d'araignées aranéomorphes de la famille des Austrochilidae.

## Distribution
Cette espèce est endémique de la province de Malleco dans la région d'Araucanie au Chili,. Elle se rencontre dans le monumento natural Contulmo à 340 m d'altitude au pied de la cordillère de Nahuelbuta.

## Description
Le mâle holotype mesure 10,76 mm et la femelle paratype 13,86 mm.

## Systématique et taxinomie
Cette espèce a été décrite par Grismado, Lopardo et Platnick en 2003.

## Étymologie
Cette espèce est nommée en l'honneur de Raymond Robert Forster.

## Publication originale
- Grismado, Lopardo & Platnick, 2003 : « A new species of Austrochilus from Chile (Araneae, Austrochilidae, Austrochilinae). » Journal of Arachnology, vol. 31, p. 148-150 (texte intégral).